# Міст Брайзах — Неф-Бризак
48°01′22″ пн. ш. 7°34′54″ сх. д. / 48.022777777778° пн. ш. 7.5816666666667° сх. д.
Міст Брайзах — Неф-Бризак (нім. Rheinbrücke Breisach–Neuf-Brisach) — автомобільний міст через Рейн, на 224,98 річковому кілометрі. Сполучає німецьке місто Брайзах і французьке місто Вогельгрюн, через шлюз Великого Ельзаського каналу і водосховище руслової електростанції EDF. Споруда є автомобільним мостом з 1947 року; до цього, в 1878—1945 рр. — залізничний міст на залізниці Фрайбург — Кольмар. Брайзахський міст через Рейн існував уже в середні віки.

## Залізничний міст 1878 року

### Будівництво
13 травня 1874 року Велике герцогство Баден — як власник державних залізниць Великого герцогства Баден — і Німецька імперія — як власник імперських залізниць на імперській території Ельзас-Лотарингія — погодили будівництво, в державному договорі, залізниці довжиною 22,35 км між Брейзахом і Кольмаром з новим мостом через Рейн, спочатку одноколійним, але призначеним для двох колій. Це було зроблено насамперед з військово-стратегічних міркувань. Будівництво мосту почалося в 1875 році, а 5 січня 1878 року він був відкритий для експлуатації. Роботи з фундаменту були виконані «Aktiengesellschaft für Eisenindustrie und Brückenbau», залізні надбудови надійшли від «Gutehoffnungshütte».

Залізна надбудова мала масу 829 тонн і коштувала 287 546 марок, загальна вартість будівництва мосту склала 744 828 марок.

### Конструкція

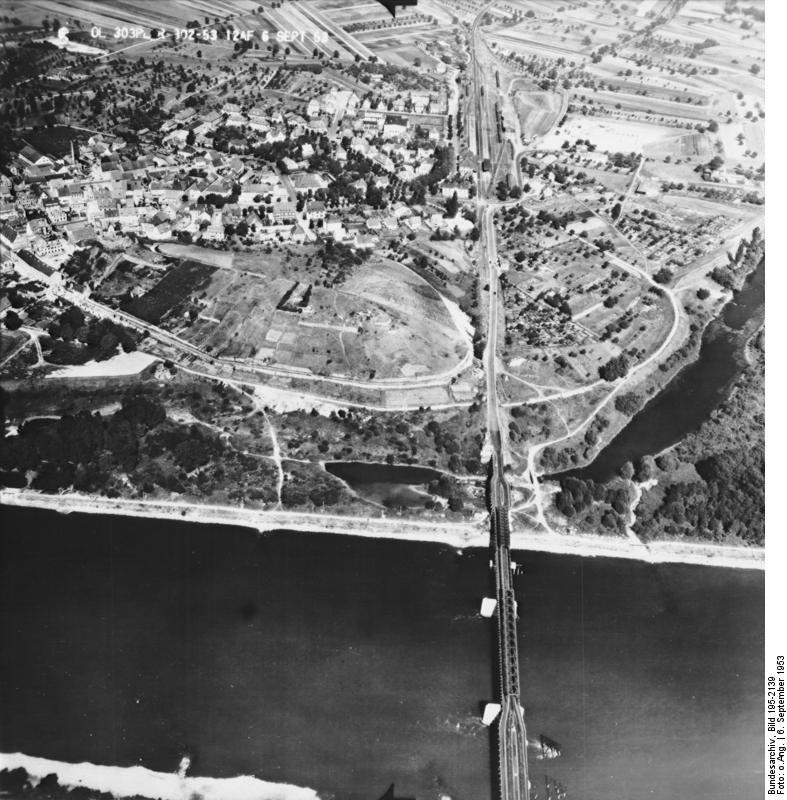
Аерофотознімок Брайзаху із заходу із залізничним мостом (політ союзників над Рейном 6 вересня 1953 р.; знімок датований до завершення будівництва Великого Ельзаського каналу)

Міст мав загальну довжину близько 328 м, три основні прольоти — 72 м і два заливні прольоти — 28 м на кожному березі. Верхня частина мосту складалася із залізних паралельно-кільцевих фермових конструкцій з проїжджою частиною. Поздовжні ферми були розташовані на відстані 4,65 м і мали відстань між осями профілю між верхнім і нижнім поясами 7,2 м для головних прорізів і 3,0 м для другорядних прорізів.
Кесони використовували для підтримки річкових опор. Максимальна глибина закладення була 20 м нижче середнього рівня води. Запланована друга колія так і не була встановлена.
З обох боків споруди стояла пара масивних оборонних веж.

### Використання
У 1914 році дві пари експресів до/з Мюнхена та шість пар пасажирських поїздів, деякі окремі поїзди та дві пари вантажних поїздів використовували міст щодня. Під час Першої світової війни військові інтенсивно використовували міст для постачання Західного фронту. За Версальським договором 1919 року вся довжина Рейну стала власністю Франції. Залізнична станція Брайзах була розширена у спільну прикордонну станцію. У 1936 році між Брайзахом і Кольмаром курсували лише три пари човникових поїздів. У жовтні 1940 року міст використовувався для депортації тисяч німців єврейського походження з Бадена до французького табору інтернованих Гюрс біля підніжжя французьких Піренеїв.

### Друга світова війна
Після початку Другої світової війни 12 жовтня 1939 року французькі війська підірвали дві західні опори мосту. Оскільки по мосту ще можна було пройти пішки, 20 жовтня 1939 року німецькі піонери підірвали східну частину мосту. Після окупації Ельзасу німці почали відновлення моста у червні 1940 року. Зруйновані частини мосту були видалені, ті, що залишилися, перемістилися на вісь другої колії, яка раніше не використовувалася, а прольоти були закриті мостовими пристроями Рота-Вагнера (RW-Geräte). Цей міст був першим зі зруйнованих мостів на Верхньому Рейні, який було знову відкрито для руху 25 липня 1940 року.

У 1942 році почалися роботи по заміні тимчасової споруди на нову. Замовлення доручено заводу MAN Werk Gustavsburg. Середній і західний прольоти отримали кроквяні балки, а наводневі перемички з обох боків замінено двома суцільними стіновими балками. Все це відбувалося на початковій осі колії. Туди ж перенесли східну ферму. П'ять приладів RW-Geräte залишилися невикористаними. Новий міст був введений в експлуатацію 10 травня 1944 року. Згодом його покрито дошками для дорожнього руху.

Після того, як кілька місяців ця споруда часто ставала об'єктом повітряних нальотів через її важливу функцію для постачання, німецькі піонери підірвали міст у ніч з 4 на 5 лютого 1945 року, коли наближався Західний фронт. Впали всі частини мосту, крім центрального протипаводкового прольоту та двох невикористаних протипаводкових пристроїв, розташованих на південь від нього.

## Тимчасовий автомобільний міст 1947-62 рр
Французькі піонери побудували понтонний міст через Рейн. Оскільки французький військовий уряд не був зацікавлений у відновленні залізничного мосту, надбудови, які ще можна було використовувати, були демонтовані та використані для тимчасової перебудови мосту Невшатель — Шалампе через Рейн, який має такий самий проліт. Нарешті, у 1947 році із залишків верхніх конструкцій та мостового обладнання часів війни був побудований тимчасовий автомобільний міст, який діяв до 1962 року.

## Автомобільний міст 1962 року

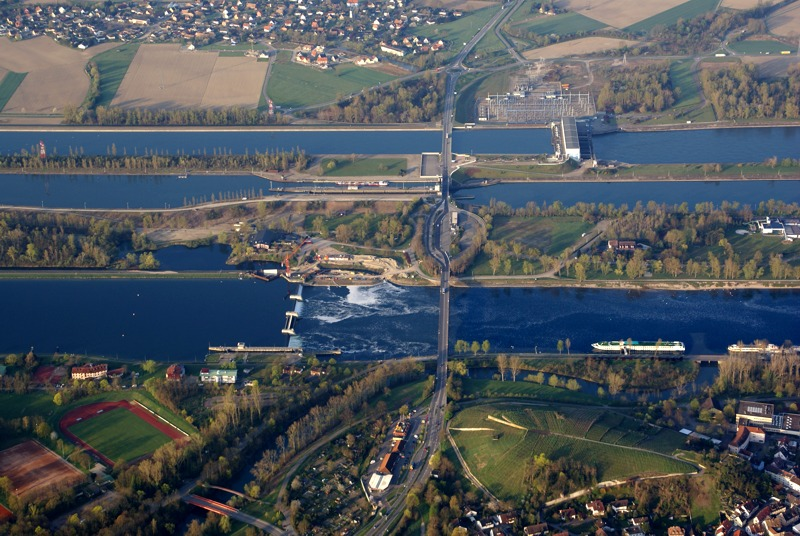
Попереду міст через Рейн, а за ним міст через Великий Ельзаський канал

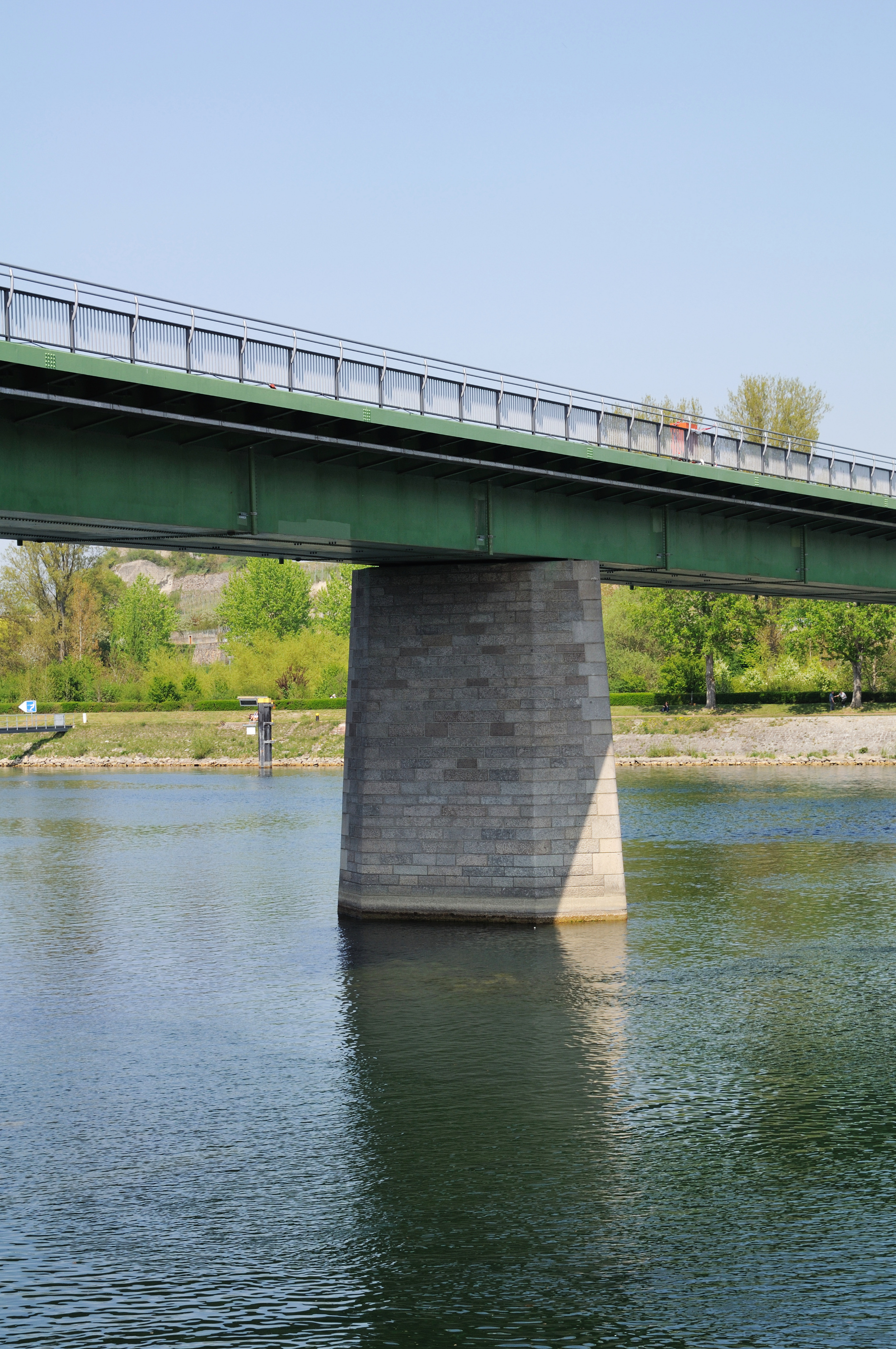
Пілон

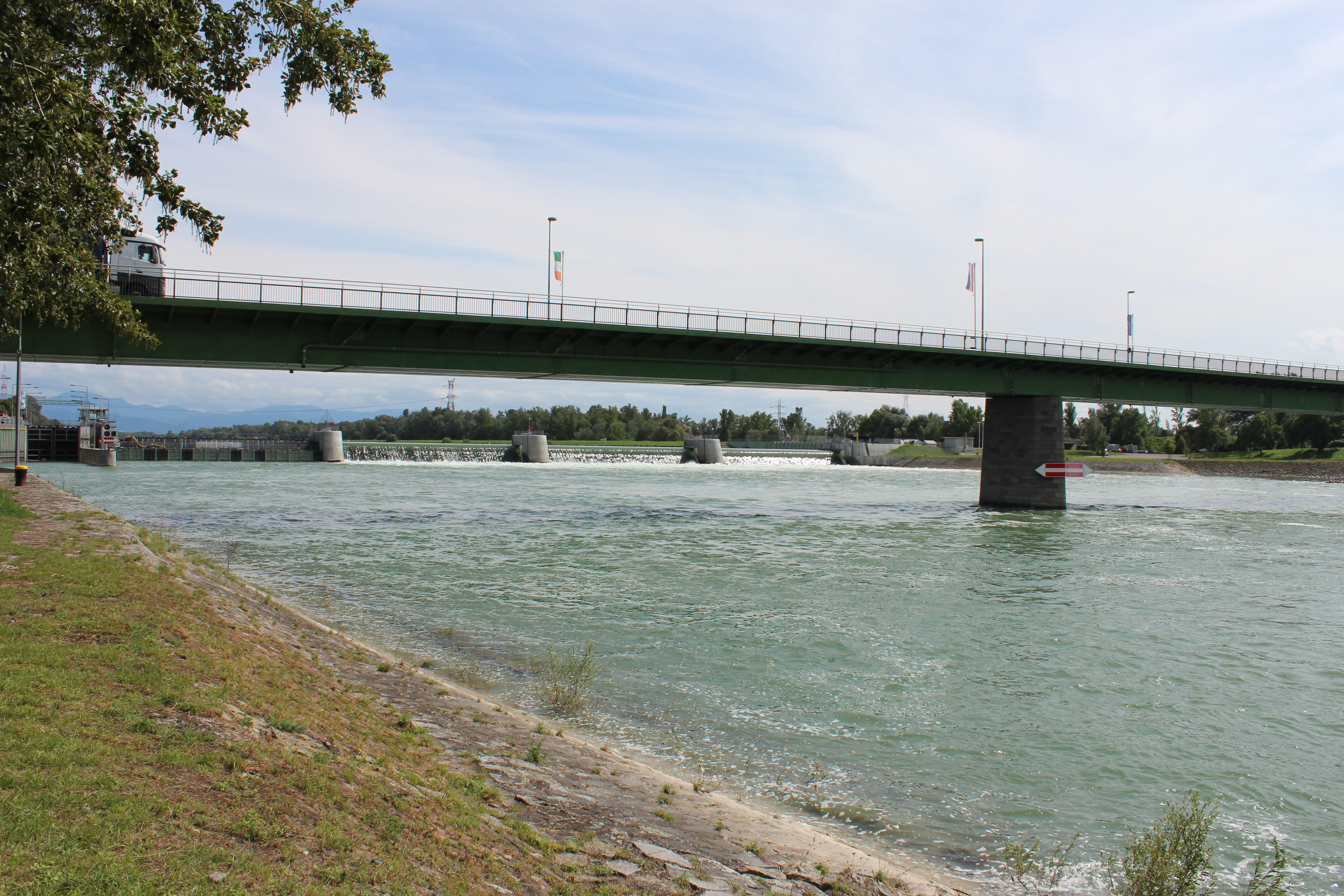
Міст через Рейн із водосховищем за ним

### Будівництво
У січні 1953 року між Німеччиною та Францією було укладено «Угоду про стаціонарні мости та пороми через Рейн на німецько-французькому кордоні», яка передбачала будівництво нового автомобільного мосту біля Брайзаху з використанням опорних конструкцій колишнього залізничного мосту. Автомобільний міст був побудований в 1960-62 рр.. Його відкрито для руху 1 грудня 1962 року.

### Конструкції
Це сталевий балковий міст із проїжджою частиною шириною 8,5 м та тротуарами шириною 1,5 м з обох боків. Підрахунок дорожнього руху з 2019 року показав, що щодня через міст проїжджає в середньому 15 425 автомобілів, що робить його одним із найзавантаженіших прикордонних пунктів між Баденом і Ельзасом.

Для будівництва мосту знесли половину старих мостових опор, які були навантажені з одного боку тимчасовим автомобільним мостом. Згодом на існуючих старих кесонах споруджено нові залізобетонні опори з гранітним облицюванням шириною 8,0 м і товщиною в голові опори 3,0 м.
Сталева надбудова масою 964 т є коробчатою балковою конструкцією з двома суцільно стінними сталевими основними балками, ортотропною плитою настилу товщиною 12 мм і плитою перекриття. Верхня будова довжиною 282,8 м має чотирипролітну балкову конструкцію в поздовжньому напрямку. Три основні прольоти — 72 м доповнено на березі Німеччини периферійним прольотом 63,8 м, а старі західні прольоти замінені дамбами. Основні балки розташовані на відстані 5,94 м і мають будівельну висоту 2,55 м. Поперечні балки, розташовані перпендикулярно цьому, розташовуються з інтервалом 2,0 м. Поперечні розкоси розташовуються приблизно через кожні 12,3 м.
Витрати на будівництво склали 4,7 мільйона німецьких марок, що профінансувала Німеччина.